# Regenstauf
Regenstauf é um município da Alemanha, situado no distrito de Ratisbona, no estado da Baviera. Tem 100,00 km² de área, e sua população em 2019 foi estimada em 16.253 habitantes.